# هل سبز
حل سبز (نام علمی: Elettaria cardamomum) گیاهی است که در مناطق جنوب شرق آسیا پرورش یافته و مورد اهمیت قرار گرفته است. حل درختی است از خانواده زنجبیل ولی به صورت وحشی و پرورشی. این گیاه در مناطق کوهستانی و زیر سایه درختان رشد می‌کند. حل سیاه نیز همچون حل سبز از خانواده زنجبیل است اما استفاده آن به‌عنوان ادویه در ایران بیشتر به صورت حل سبز می‌باشد. در خارج از ایران این گیاه در اشکال مختلف اعم از پودر و روغن ارائه می‌شود که در مصارف گیاه‌پزشکی و صنایع غذایی کاربرد دارد. از حل در مصرف چای به علت عطر بخشی ویژه آن استفاده می‌شود. از این گیاه در ساخت لیکور بخصوص لیکورهای شیرین همچون لیکور موز و لیکور به استفاده می‌شود. ارتفاع درخت این گیاه، ۳۰ تا ۵۰ سانتی‌متر و بعضی‌ها دارای اعضاء چوبی تا ۳ متر ارتفاع می‌باشند.

## نگارخانه

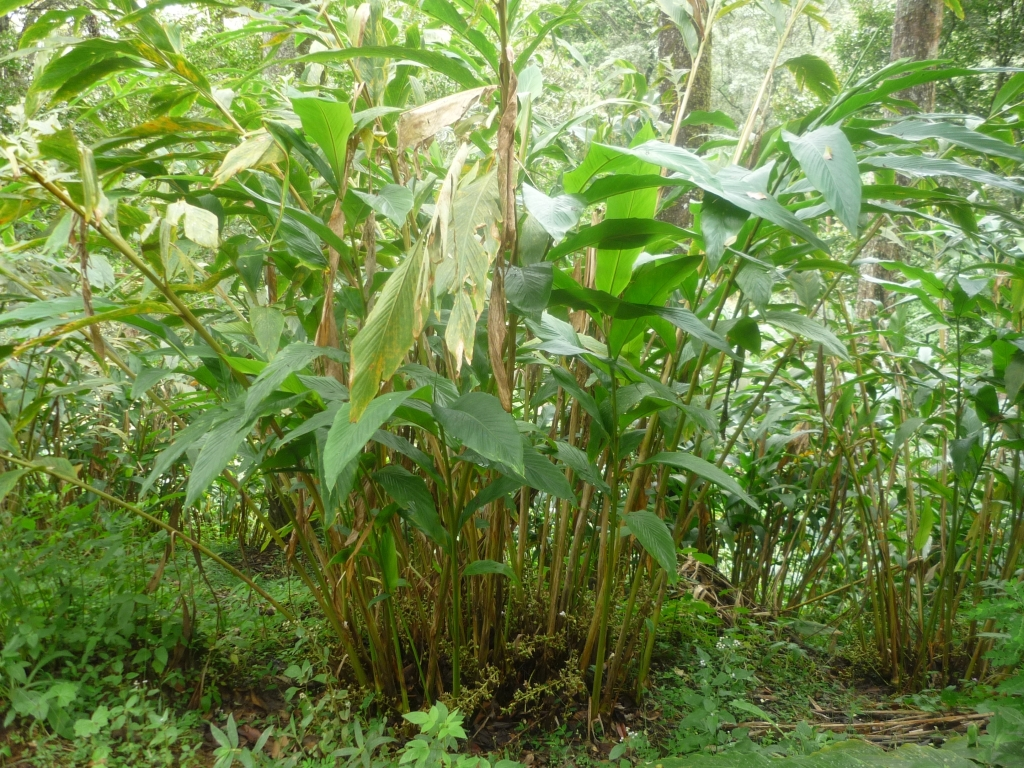
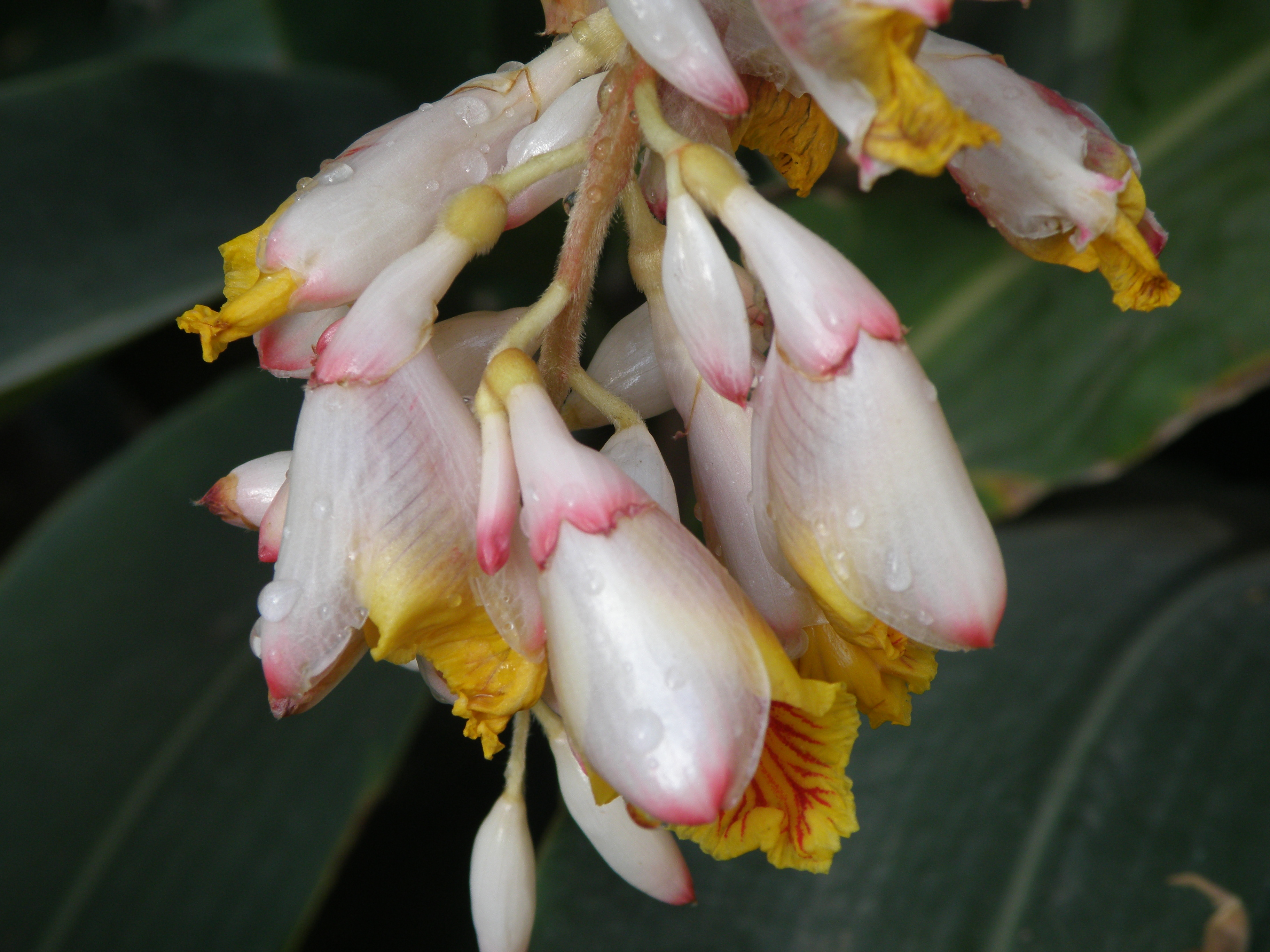
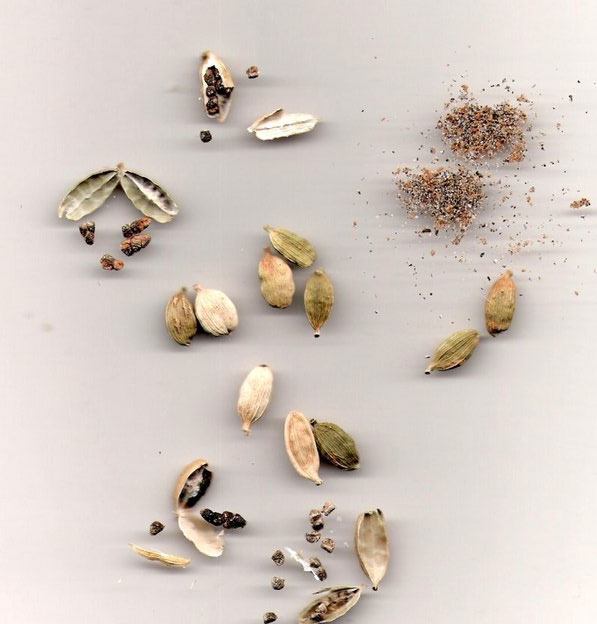
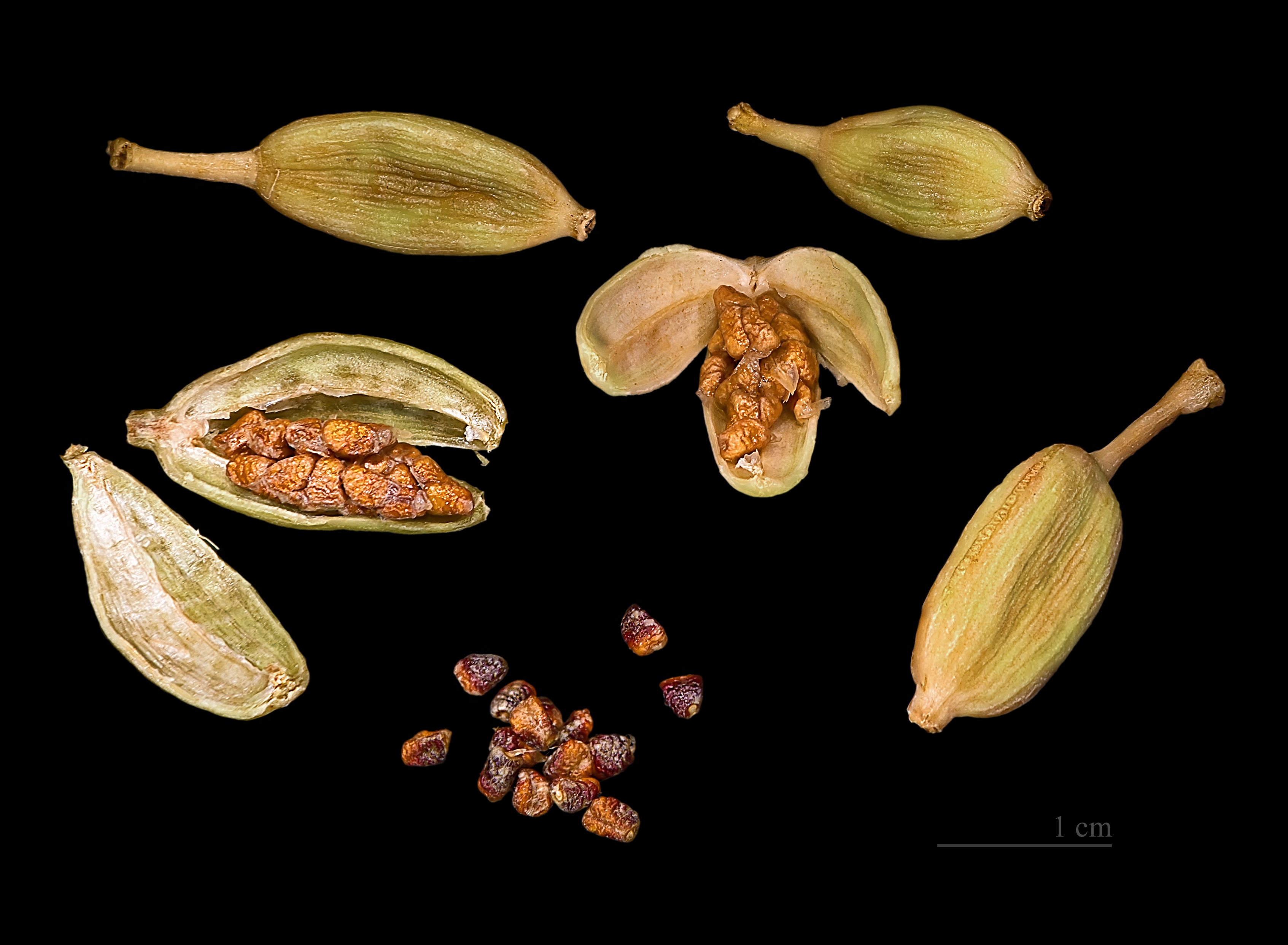
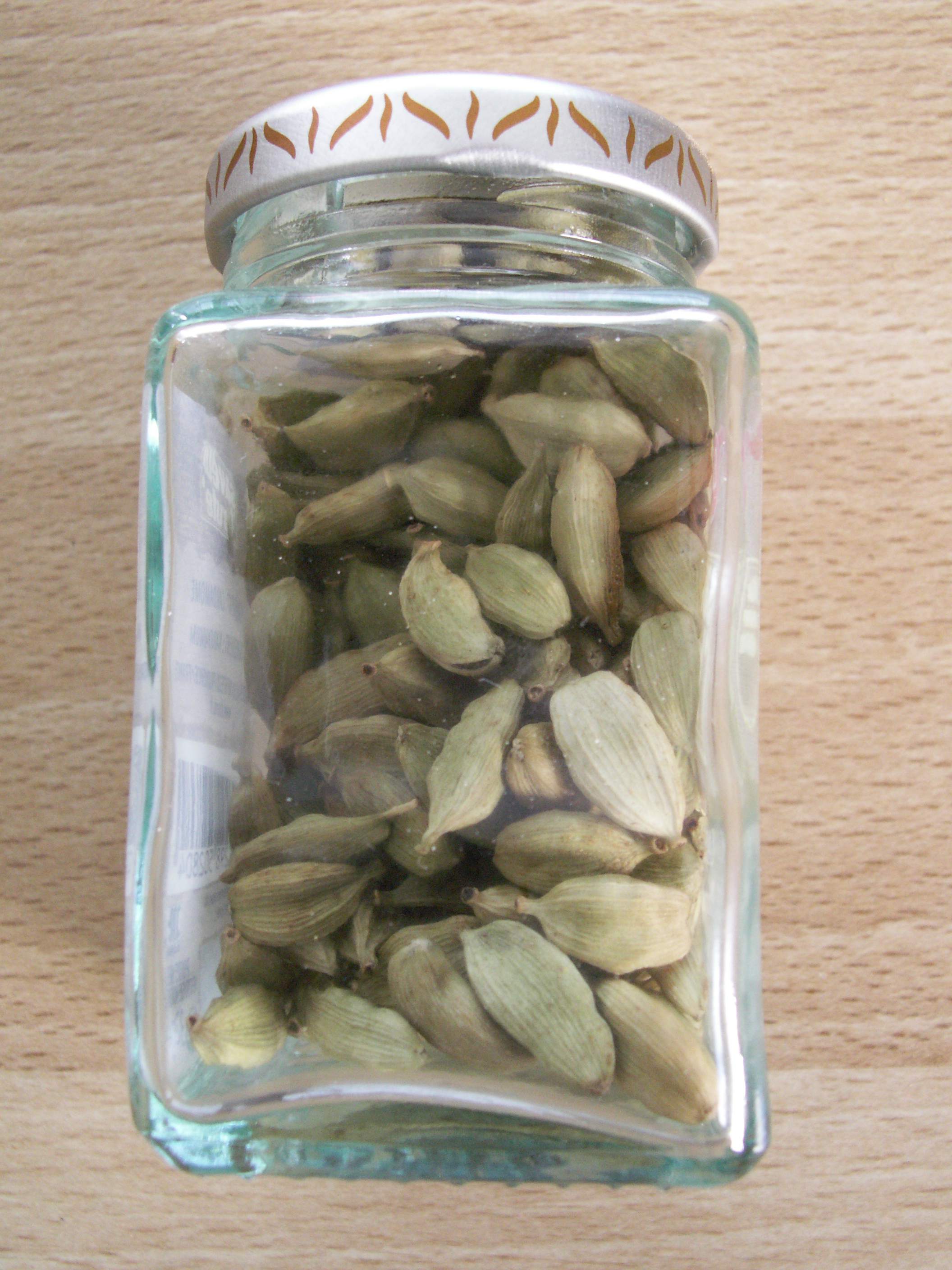
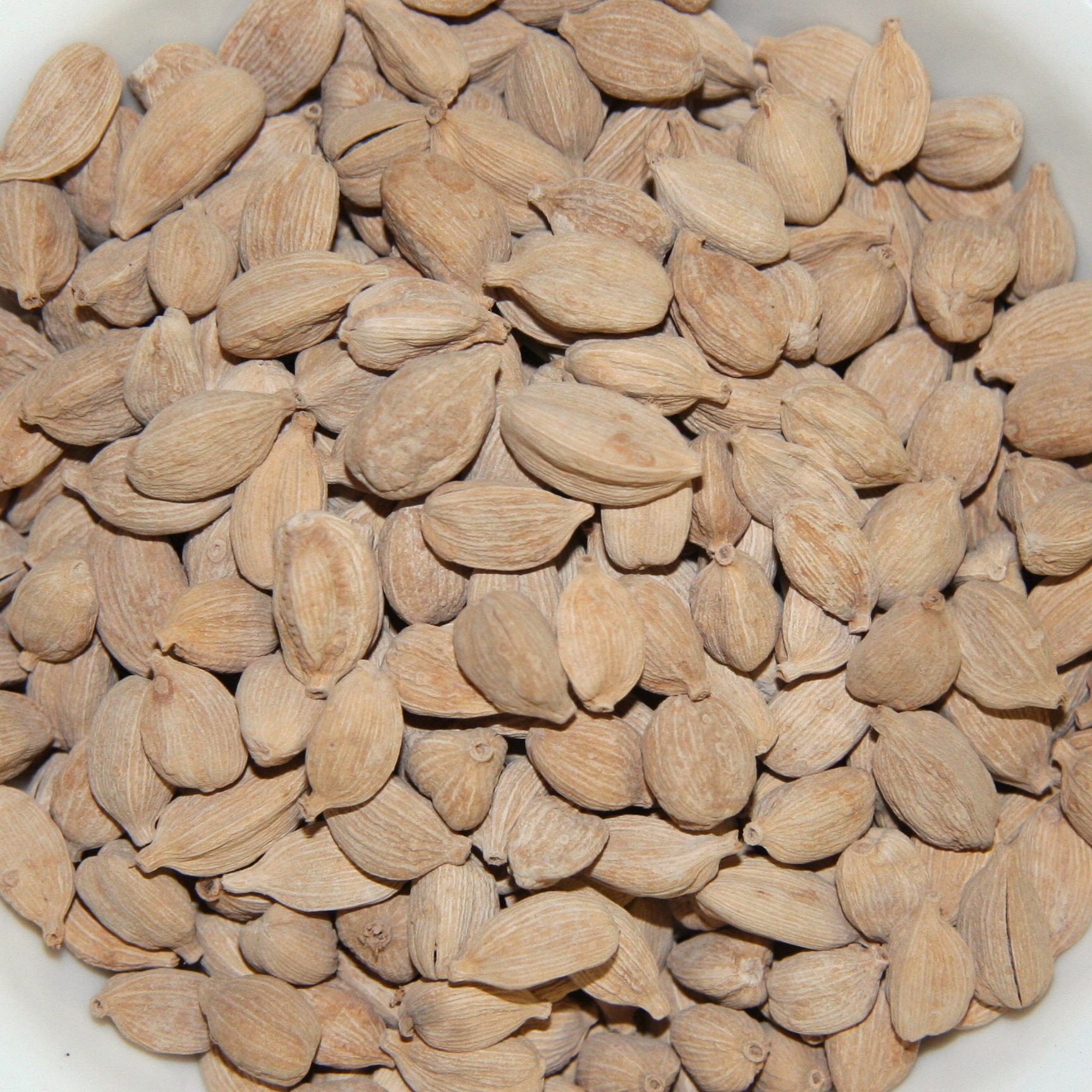